# S:t Eriks gymnasium

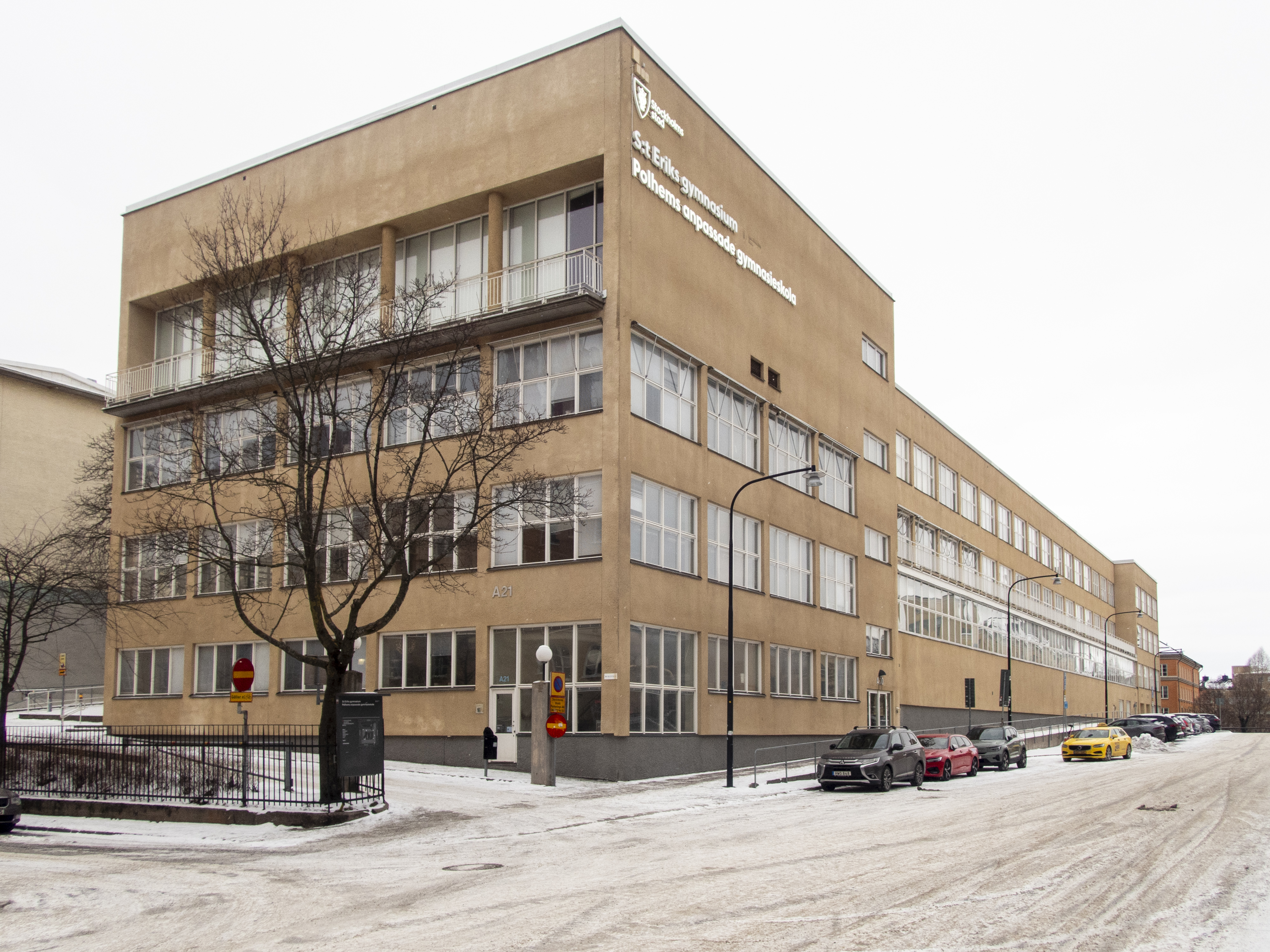
S:t Eriks gymnasium.

S:t Eriks gymnasium (f.d. Industri- och hantverksskolan och Polhemsgymnasiet) är en gymnasieskola vid Polhemsgatan i stadsdelen Kungsholmen i Stockholm. Skolan invigdes 1937 och ritades av arkitekten Paul Hedqvist. Byggnaden räknas som ett fint exempel för 1930-talets funkisarkitektur. Sedan hösten 2012 finns även Scengymnasiet huset.

## Historik
Skolans ursprungliga namn var ”Industri- och hantverksskolan i Stockholm”. En yrkesskola med praktisk utbildning i offentlighetens regi startades redan 1912. Verksamheten fanns bland annat vid Repslagargatan på Södermalm och senare även i lokalen i Nürnbergs Bryggeri. I slutet av 1920-talet hade yrkesundervisningen vuxit till att omfatta trettio olika hantverksgrenar med över 6 000 elever.

## Byggnad och arkitektur

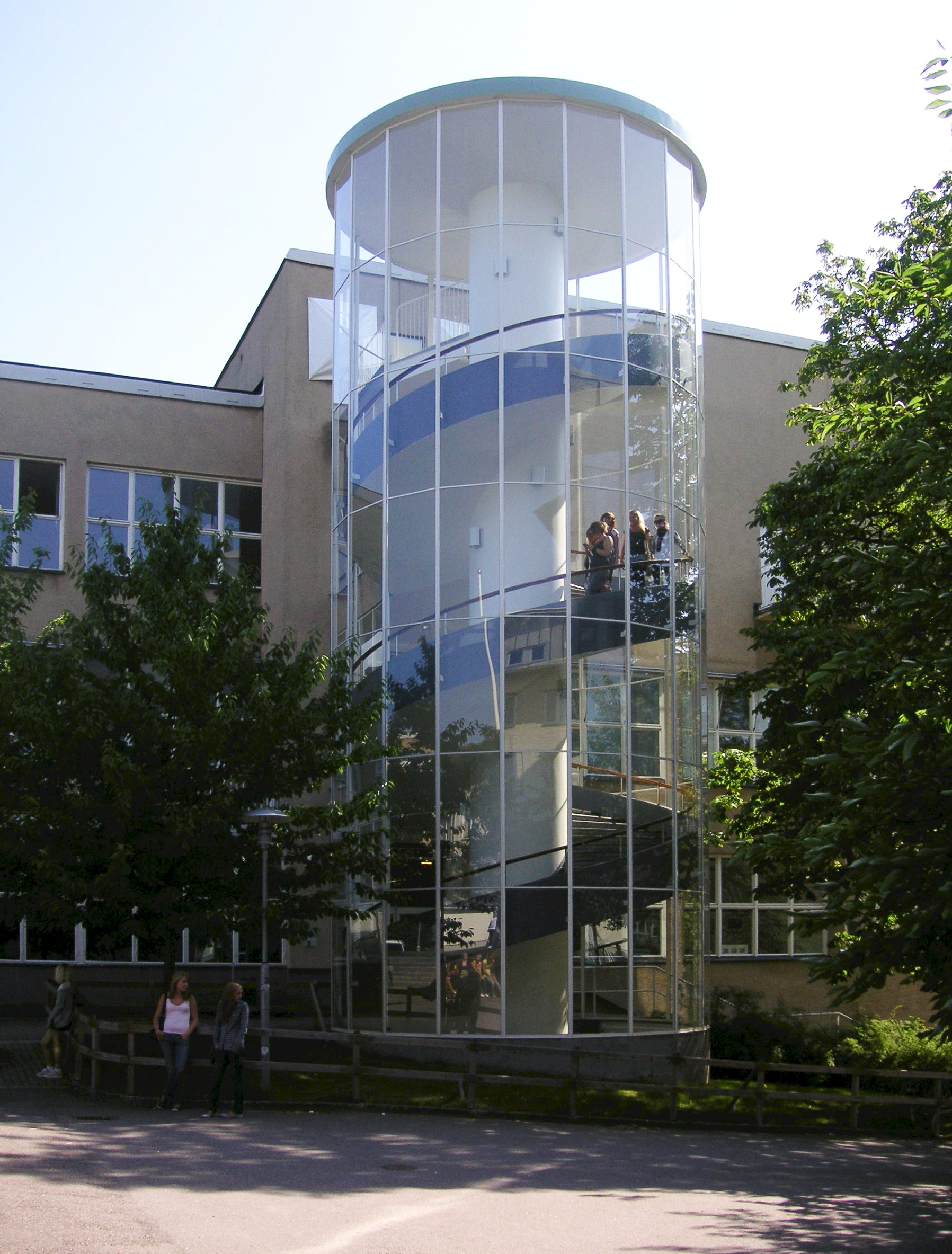
Skolans fristående trappa mot gården 2007.

År 1930 utlyste Stockholms stad en inbjuden tävling om en ny centralbyggnad för stadens yrkesskolor som skulle uppföras i kvarteret Segelbåten vid Polhemsgatan på Kungsholmen, inte långt från Barnhusviken. Bland de inbjudna arkitekterna fanns Cyrillus Johansson, Eskil Sundahl, Ture Ryberg och Paul Hedqvist, som vann tävlingen.
Tävlingsjuryn gillade att Hedqvist ”på ett fyndigt sätt” hade placerat de särskild bullrande verkstäderna i en flygelbyggnad vid tomtens nordvästra hörn. Även planlösningens enkelhet med mittenkorridorer och lokalernas goda interna samband lovordades. Hedqvists tävlingsförslag visade en funktionalistisk gestaltat industribyggnad i U-form kring en innergård med en cirkulär hörsal på gårdens mitt. 
Den välkända fristående och inglasade spiraltrappan tillkom senare efter bearbetning av förslaget. I samband med det och på grund av besparingar försvann hörsalen och en huslänga. Fortfarande i juli 1932 bad dåvarande kulturborgarråd i Stockholm, Oscar Larsson, om besparingsförslag och om skolan kunde byggas i etapper. Ett tag såg det ut som om projektet aldrig skulle bli av. Den nya Industri- och hantverksskolan bestod slutligen av en L-byggnad i tre respektive fyra våningar med sina längor längs Polhemsgatan och Ångströmsgatan. Den bärande stommen är uppbyggd med ett pelarsystem vilket gör det enkelt att ordna stora öppna ytor för verkstäderna i de nedre planen, samt att lätt kunna bygga om och ändra planlösningen i efterhand. 1935 började byggarbetena och på hösten 1937 kunde skolan, som då kunde erbjuda utbildning i 22 olika yrken, invigas.

## Skolan idag
Först på 1980-talet byggdes skolan till med en flygel och fick då ungefär ursprungsförslagets utseende. I början av 1980-talet tilläggsisolerades byggnaden. Då ersattes den ursprungliga gråa slätputsen med gul spritputs och fönster i liv med fasaden försvann, vilket förvanskade byggnaden. 1988 slogs de båda skolorna, Polhemsgymnasiet och S:t Eriks gymnasium, samman och fick namnet S:t Eriks gymnasium. Ytterligare två huslängor byggdes och stod klara 1991. Åren 2008 till 2012 genomfördes ombyggnader för anpassning till nya utbildningar och på hösten 2012 flyttade Scengymnasiet in. År 1960 hade yrkesskolan 3 000 elever, idag har S:t Eriks gymnasium kapacitet för cirka 1 600 elever, cirka 100 särskoleelever och ytterligare	ungefär 100 vuxenelever.

## Notabla elever
Scengymnasiet
- Sverrir Gudnason
- Anton Forsdik[7]